# Cnemargulus krulikovskii
Cnemargulus krulikovskii är en skalbaggsart som beskrevs av Semenov 1903. Cnemargulus krulikovskii ingår i släktet Cnemargulus och familjen Aphodiidae. Inga underarter finns listade i Catalogue of Life.